# Castro de Villasviejas del Tamuja
El castro de Villasviejas del Tamuja es un yacimiento arqueológico situado en Botija, provincia de Cáceres, España.

## Contenido
El castro de Villasviejas del Tamuja se ha identificado tradicionalmente con la ciudad vetona de Tamusia, levantándose durante la II Edad del Hierro, y habitándose desde el 400 a. C. hasta el siglo I a. C., dándose su abandono tras la conquista y posterior romanización de la zona. Sin embargo, la riqueza minera de la misma, que propició la fundación del castro como centro de explotación de los yacimientos de plomo argentífero de la comarca, siguió apreciándose en época romana, llevando a la cercana colonia de Norba Caesarina a seguir con su explotación hasta el siglo II d. C., lo cual ha llevado a creer que junto al castro pudo erigirse un posterior recinto romano, siendo por tanto el actual yacimiento arqueológico una dípolis u "oppida".

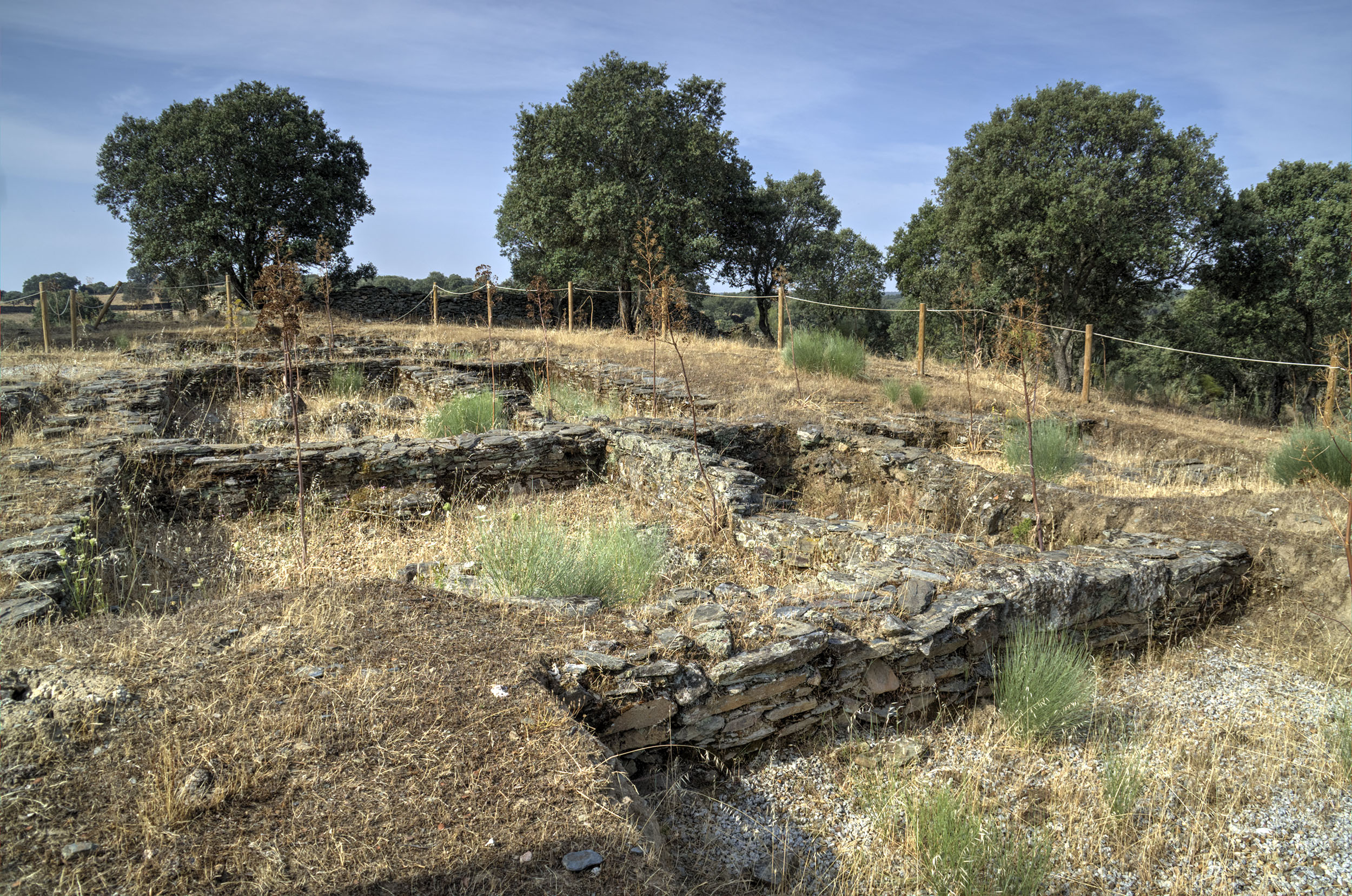
Poblamiento vetón de los siglos IV-I a. C. ubicado en Botija, Cáceres, España.

El castro de Villasviejas del Tamuja contó para su defensa con una muralla de la que apenas se conservan lienzos o retazos, si bien los bloques graníticos y pizarras usados en la construcción de la misma fueron reutilizados tardíamente en la construcción de linderos y presas cercanos, así como en los muros de separación de los campos de labor que ocuparon los terrenos del yacimiento. Pueden observarse aún hoy en día restos de muralla conservados en el lado occidental del castro, junto a la ribera del río Tamuja, siendo esta zona la más escarpada y de defensa natural del mismo. Por otro lado, las recientes excavaciones han sacado a la luz viviendas del interior del poblado, así como dos necrópolis, con abundante e interesante material arqueológico.